# 建部武彦
建部 武彦（たてべ たけひこ）は江戸時代後期の福岡藩士。武彦は別名であり、本名は自強（じきょう）。

## 経歴
文政3年（1820年）建部自福の長男として生まれる。初め源兵衛、孫左衛門と名乗った。弘化2年（1845年）家督を相続。家禄700石。大組頭、陸士頭、無足頭を勤め、嘉永6年（1853年）御用聞役に任ぜられる。元治元年（1864年）第1次長州征討の際、福岡藩の正使として、長州藩と征長軍総督徳川慶勝の間を周旋。また、都落ちをして長州に身を寄せていた尊攘派公家三条実美ら5卿が太宰府に引き移れるべく尽力した。翌慶応元年（1865年）に帰藩するも藩論は一変。佐幕派が主流を占め、加藤司書ら勤王党を救い切れず、逆に「私曲を企て国法を犯す」との罪で自宅禁固ののち、福岡城下の安国寺で切腹を命ぜられた（乙丑の獄）。
子の小四郎は、家督相続が許されず武部の姓に改称している。明治10年(1877年)、不平士族を糾合して西南戦争に呼応し斬首された（福岡の変）。
明治31年（1898年）、従四位を追贈された。

## 参考資料
- アクロス福岡文化誌編纂委員会『アクロス福岡文化誌9 福岡県の幕末維新』44p 2015年。
- 『三百藩家臣人名事典 第七巻』家臣人名事典編纂会、新人物往来社、1994年。
- 坪内隆彦著『GHQが恐れた崎門学』展転社、平成28年、299p
- 浦辺登著『維新秘話福岡』花乱社、2020年、ISBN978-4-910038-15-5